# Іґоеті
Іґоеті (груз. იგოეთი) — село в Грузії.
За даними перепису населення 2014 року в селі проживає 559 осіб.